# Таберт, Мартин
Мартин Таберт (англ. Martin Tabert, 1899, округ Кавалир, Северная Дакота, США — 2 февраля 1922, округ Тейлор, Флорида, США) — американец, арестованный в 1921 году за «бродяжничество» и погибший из-за жестокого обращения во время принудительных работ.

## Биография
22-летний Мартин Таберт был арестован в декабре 1921 года по обвинению в бродяжничестве за то, что ехал в поезде во Флориду без билета. Таберт был осуждён и оштрафован на 25 долларов (25 долларов были эквивалентны примерно недельной заработной плате). Хотя его родители послали 25 долларов на оплату штрафа и ещё 25 долларов за возвращение Таберта домой в Северную Дакоту, деньги исчезли в тюремной системе.
Шериф Джеймс Роберт Джонс зарабатывал по 20 долларов за каждого заключенного, которого он «сдавал в аренду» различным компаниям. Он послал Таберта работать в Putnam Lumber Company в Кларе, Флорида, примерно в 60 милях (97 км) к югу от Таллахасси, на границе округов Тейлор и Дикси. В январе 1922 года Таберт был до смерти избит кожаным ремнем надзирателем (также известным как «whipping boss» — «босс для битья») Томасом Уолтером Хиггинботамом (Thomas Walter Higginbotham). Хлыст, использованный при убийстве Таберта, назывался «Черная тетушка» — кожаный хлыст длиной 5,5 футов (1,7 м) и весом 3,4 кг.
Освещение убийства Таберта в газете «New York World» в 1924 году принесло ей Пулитцеровскую премию. Губернатор Кэри А. Харди постарался положить конец системе «аренды заключенных» в 1923 году, но она продолжила существовать в более мягкой форме.